# Isochromodes miniata
Isochromodes miniata là một loài bướm đêm trong họ Geometridae.